# Rio Comloş (Muncaciu)
O Rio Comloş (Muncaciu) é um rio da Romênia, afluente do Muncaciu, localizado no distrito de Covasna.